# Wiggolly Dantas
Wiggolly Dantas (Ubatuba, 16 de dezembro de 1989) é um surfista profissional brasileiro que entrou no WQS em 2008 e na ASP World Tour em 2015.
Wiggolly, simboliza a força. Guigui é um "showman" em praias do North Shore de Oahu como Pipeline, temidas pelos mais experientes surfistas do mundo. O surfista de 25 anos surfou pela primeira vez aos três anos de idade, carregado pelo irmão mais velho, Wellington, e desde criança viaja o mundo atrás das melhores ondas. Mas tudo começou em uma praia de Ubatuba.

## Títulos
| Vitórias no WQS |                        |                           |             |
| Ano             | Evento                 | Local/Praia               | País        |
| 2008            | Rip Curl Board Masters | Cornualha, Inglaterra     | Reino Unido |
| 2008            | Santa Catarina Pro     | Imbituba, Santa Catarina  | Brasil      |
| 2010            | Sooruz Lacanau Pro     | Lacanau, Gironda          | França      |
| 2014            | Saquarema Pro          | Saquarema, Rio de Janeiro | Brasil      |